# Publi Porci Leca
Publi Porci Leca (en llatí: Publius Porcius Laeca) va ser un magistrat romà del segle ii aC. Formava part de la gens Pòrcia, d'origen plebeu.
Va ser tribú de la plebs l'any 199 aC i va vetar la concessió d'una ovació a Luci Manli Acidí al seu retorn d'Hispània, que ja havia estat concedida pel senat. Durant el seu mandat va proposar i va fer aprovar la Lex Porciae de capite civium, que permetia a qualsevol ciutadà romà d'apel·lar al poble per evitar ser fuetejat o mort.
L'any 196 aC va ser nomenat un dels triumvirs epulons, magistratura creada aquell any. El 195 aC va ser pretor i va estacionar les seves forces a Pisae (Etrúria) i va cooperar amb el cònsol Valeri Flac que feia la guerra al nord d'Itàlia contra gals i lígurs.